# Dattelner Mühlenbach
Der Dattelner Mühlenbach ist ein linker (südlicher) Nebenbach der Lippe in Oer-Erkenschwick und Datteln, Kreis Recklinghausen, Nordrhein-Westfalen. Er ist das Hauptgewässer des Zentral- (Erkenschwick) und Ostteils (Rapen) von Oer-Erkenschwick sowie der Dattelner Kernstadt nebst Horneburg und Meckinghoven sowie von Essel im äußersten Osten Recklinghausens und dem nordwestlichen Rand Waltrops.
Der namentliche Dattelner Mühlenbach entsteht am Westrand Dattelns durch das Zusammenfließen vom Haupt-Oberlauf Westerbach mit dem von Nordwesten kommenden Steinrapener Bach. Über den heutigen Westerbach ist er 9,85 km lang, über den Steinrapener Bach nebst Hilgenbach 11,3 km und über den Esseler Bruchgraben sogar 11,9 km; sein Einzugsgebiet beträgt heute 41,56 km², vor dem Bau der Dattelner Kanäle war es etwas größer.

## Geographie

### Verlauf
Alle nicht anders referenzierten Angaben der folgenden Unterabschnitte beziehen sich auf die Gewässerstationierung, nicht verzeichnete Bäche wurden nach topographischen Karten gemessen.

#### Westerbach
Der Oberlauf des Westerbachs ist auf den Karten der 1840er Jahre, der Preußischen Uraufnahme (1842) und der Topographische Karte des Kreises Recklinghausen (1845) noch zwischen dem Kiesenfeldweg und der Westerbachstraße in Groß-Erkenschwick eingezeichnet, Ursprung im Bereich des früheren Hofs Schwake und der heutigen Sportplätze der Titania Erkernschwick. Auf der zweitgenannten Karte ist der Oberlauf auch als Grenze zwischen dem Norden der Bauerschaft Essel und dem Süden von Klein-Erkenschwick eingezeichnet. Heute entspringt der Westerbach laut Stationierung unmittelbar an der Nordseite der Schultenstraße im Westen Rapens, im äußersten Westen des Gewerbegebiets und nur knapp 200 m östlich des Stadtparks Oer-Erkenschwick. Vermutlich wird er durch unterirdische Zuläufe gespeist, die in der Summe vor allem den Nordosten des Recklinghauser Lößrückens entwässern. Der Westerbach nimmt den Südosten des Naturraums Erkenschwicker Tal ein, dessen Nordosten der namentliche Steinrapeneer Bach einnimmt, das aber vor allem in Zentrum und Westen den Silvertbach von Oer nach (Marl-)Sinsen und Lenkerbeck begleitet. Obgleich dieser Naturraum komplett zur Lippe entwässert, gehört er zur Haupteinheit Emscherland.
Der Bach fließt zunächst nach Osten, unmittelbar beim Kreuzen der Verbandsstraße (Ost-Verlängerung und historischer Teil der Horneburger Straße) fließt ihm von Südwesten und rechts der Esseler Bruchgraben (278794112; 3,235 km) aus Essel zu, der bereits rechtsseitig vom aus dem Grenzgebiet zu Suderwich kommenden Breiten Bach (2787941122; 1,27 km) gespeist wurde. Auf dem naturräumlichen Einzelblatt 96 Wesel wird fast das gesamte Einzugsgebiet des Bruchgrabens dem Recklinghauser Rücken zugeordnet; Essel liegt inklusive der Quelle (auf 75 m ü. NHN) jedoch bereits eine deutliche Höhenstufe unter der westlich davon gelegenen Recklinghäuser Lohwegsiedlung, deren Osten komplett 100 m übersteigt. Da überdies für den Lößrücken charakteristisch ist, dass er noch keine Bachtäler ausbildet, ist das Gebiet eher der Emscher-Lippe-Platten (s. u.) zuzurechnen. Der Bach bildete das Zentrum des namensgebenden Esseler Bruchs, der nach Mündung des Breiten Bachs in den Rapener Bruch überging.
Ab der Mündung des Bruchgrabens tritt der Westerbach in bauerschaftliches Gebiet Rapens ein; von rechts fließt der Sauerkampgraben (27879412; 2,34 km) aus Horneburg zu. 7,6 km oberhalb seiner Mündung verliert der Westerbach, nach heute nur noch 2,3 km Fließweg, durch das linksseitige Zufließen des Steinrapener Bachs seinen Namen.

#### Steinrapener Bach
Die Oberläufe des Steinrapener Bachs (27879414; 3,70 km) entspringen der Haard, sie erreichen jedoch bald den Naturraum Bockumer Hügelwellen. Der Nenn-Oberlauf Hilgenbach (1,36 km der Nennlänge; Quelle auf etwa 91 m) und der bis zum Zusammentreffen westlich davon fließende Hegenbach (keine GKZ; um 1,25 km; Quelle auf etwa 92 m) treffen sich nach einem Weg nach Süden unmittelbar nördlich der Klein-Erkenschwicker-Straße, nah der Stadtteilgrenze Kleinerkenschwicks zu Rapen, die bis knapp nördlich von hier dem Hilgenbach gefolgt war, in einem Teich; die Halde Ewald Fortsetzung (128,8 m) liegt 400 m südwestlich. Der nunmehr auch namentliche Steinrapener Bach fließt fortan, im Erkenschwicker Tal, in Richtung Ostsüdosten zwischen der Kolonie Rapen im Norden und der ehemaligen Zeche Ewald Fortsetzung, Schächte I–III im Süden, dann zwischen den Rapener Schächten IV/V im Norden und dem alten Steinrapen im Süden hindurch, 430 m oberhalb der Mündung fließt noch von links der Moerbach (278794142; 2,34 km) zu.

#### Mittellauf
Die Vereinigung von Westerbach und Steinrapener Bach liegt bereits knapp auf Dattelner Gebiet und leitet den Verlauf des Mühlenbachs auf den Emscher-Lippe-Platten ein. Der Mühlenbach ist ab hier fast durchgängig historische Grenze zwischen verschiedenen ehemaligen Bauerschaften, zunächst zwischen Hachhausen mit der sich unmittelbar anschließenden Neubausiedlung Im Winkel im Norden und Hagem im Süden. Von nördlich des Winkels kommt ein Bach (keine GKZ; ca. 1,2 km), bei Eintritt in die Kernstadbesiedlung (immer noch Hachhausen und Hagem) schließt sich rechts des Bachs ein Rückhaltebecken an, unmittelbar unterhalb mündet – bis hier hat der Bach mit 20,33 km² etwa die Hälfte seines Einzugsgebiets entwässert – von rechts der Dümmerbach (2787942; 3,56 km; 5,34 km²), der im Oberlauf, im Kern-Meckinghoven, Mottbach heißt. Zwischen der Kolonie Dümmer und dem Kernstadtteil Hagem fließt dem Mottbach von links der Dümmelbach (27879422; 2,21 km) aus Horneburg zu; erst ab hier ist auf amtlichen Karten der Name Dümmerbach verzeichnet.
An der Castroper Straße ändert der Bach seine Richtung von Ost nach Nordost; er ist ab hier Grenze zwischen Hagem (Kolonie Beisenkamp) rechts und der Dattelner Stadtmitte auf der linken Seite. Damit nimmt er eine parallele Richtung zum nur rund 400 m entfernten Dortmund-Ems-Kanal an, der am rund 3 km südlich gelegenen Schiffshebewerk Henrichenburg nominell aus dem Rhein-Herne-Kanal hervorgegangen ist, während der nominelle Dortmund-Ems-Kanal aus größerer Höhe und Ostrichtung gekommen war; das Hebewerk bzw. die heutige Schleuse überwindet den Höhenunterschied von 70 m auf 56,5 m.
Südöstlich gegenüber der Stadtmitte fließt dem Mühlenbach von rechts in Form des Ölmühlenbachs (27879492; 7,17 km; ca. 8,5 km²) sein einziger Zufluss von östlich des Kanals zu. Im Oberlauf heißt dieser Oberwieser Bach, benannt nach der Waltroper Bauerschaft Oberwiese. Dessen wichtigster bzw. einzig nennenswerter Nebenbach ist der Deinebach (78794922; 3,41 km), der unmittelbar am Westrand der Waltroper Kernstadt entspringt und im Oberlauf das dortige Viertel Braßkamp von außen rahmt; überdies grenzt er die Oberwiese von der sich nördlich anschließenden Bauerschaft Holthausen ab. Der Ölmühlenbach muss, nach der Mündung des Deinebachs, nicht nur den Dortmund-Ems-Kanal unterqueren, sondern auch, unmittelbar zuvor, den Datteln-Hamm-Kanal, der einen kleinen, etwa 0,6 km² messenden Nordteil des Einzugsgebiets abtrennt.
Mit dem Zufluss des Ölmühlenbachs wechselt rechtsseitig die Bauerschaft von Hagem zu Pelkum, knapp 600 m weiter, an der Waqltroper Straße, wird linksseitig altes Gebiet der Bauerschaft Natrop mit der Siedlung Hötting erreicht, nach weiteren 1,2 km, davon die ersten 900 m exakt gerade verlaufend, wird schließlich nach einer leichten Links-rechts-Doppelkurve der Datteln-Hamm-Kanal unterquert.

#### Unterlauf
Unmittelbar nördlich des gequerten Kanals ist auf historischen Karten die namensgebende Papiermühle eingezeichnet, die vermutlich beim Kanalbau weichen musste. Schaut man in die Karten der 1840er, wie auch noch auf Messtischblatt Waltrop von 1907, zu dessen Erstellungszeipunkt der Datteln-Hamm-Kanal (erste Ausbaustufe 1914) noch nicht errichtet war, erkennt man einen damals anderen Mündungsverlauf. Der Bach wechselte am jetzigen Campingplatz Am Mühlenbach (früherer Standort des in der zweiten Hälfte des 19. Jahrhunderts nach Nordnordosten gewanderten Hofs Nethöfel) seine Richtung auf Nordwesten und mündete westlich schräg gegenüber von Haus Rauschenburg in die Lippe. Heute nimmt diesen Verlauf ein anderer Mühlenbach (2787952; 2,76 km), nachdem der Hauptbach nach Norden umgeleitet wurde. Ob der gekappte, kleinere Mühlbach noch teilweise vom großen gespeist wird, ist aus topographischen Karten und Luftbildern nicht zu entnehmen, erscheint aber wahrscheinlich. Das Hauptwasser indes fließt deutlich ostsüdöstlich von Haus Rauschenburg und südwestlich von Lehmhegge, beide Olfener Bauerschaft Sülsen, in die Lippe.

### Einzugsgebiet
Das 41,56 km² große Einzugsgebiet wird durch den Dattelner Mühlenbach über die Lippe und den Rhein zur Nordsee entwässert.
Die Wasserscheide zwischen dem Dattelner Mühlenbach im Osten und dem Silvertbach im Westen fällt ziemlich genau auf die Stadtteilgrenze zwischen Oer und Erkenschwick. Unmittelbar südwestlich des Stimbergs hat der Steinrapener Bach in der Haard auch etwas Wasserscheide zum Gernebach, der unterhalb Ahsens mündet. Hier erreicht die Außenwasserscheide ihre höchsten Höhen.
Nach Norden schließen sich an das Einzugsgebiet des Mühlenbachs die kleinerer Direktbäche zur Lippe an wie Mahlenburger Mühlengraben (Bockum und Ahsen nebst Bauerschaft  Ostleven), Klosterner Mühlenbach (Bockum, Klostern und der Nordwesten Hachhausens), Sutumer Mühlenbach (Klostern und Natrop) sowie der frühere Unterlauf Mühlenbach (Natrop).
Ostnachbar ist, im Norden genau durch den Dortmund-Ems-Kanal getrennt, der Waltroper Hauptbach Schwarzbach, nach Süden, zur Emscher gewandt, grenzt östlich des Rhein-Herne-Kanals insbesondere das EZG des Herdicksbachs. Eine Besonderheit sind die Becklemer Bäche Beckumer Bach und Breitenbrucher Bach in (CAS-)Becklem unmittelbar westlich des Kanals, die nicht zur Emscher, sondern unmittelbar in den Kanal fließen. Westlich dieser fließen die Recklinghäuser Emscherzuflüsse, von denen der größte, der Hellbach, nur eine etwa 200 m lange Wasserscheide zum Mühlenbach im äußersten Südwesten von dessen EZG hat (Bereich der Kreuzung des Lohwegs mit Letterhaus- und Hans-Böckler-Straße). Hier liegt die Wasserscheide, nah dem Wasserscheidepunkt Mühlenbadch/Hellbach/Silvertbach, wieder auf über 100 m.

## Renaturierung
Der Mittellauf des Dattelner Mühlenbachs wird derzeit (2023) beginnend bei 4,52 km renaturiert und der Hochwasserschutz verstärkt. Die Maßnahme kostet insgesamt 3,5 Millionen Euro und wird zu 70 Prozent vom Land Nordrhein-Westfalen finanziert.